# Atylotus kerteszi
Atylotus kerteszi är en tvåvingeart som först beskrevs av Szilady 1915.  Atylotus kerteszi ingår i släktet Atylotus och familjen bromsar. Inga underarter finns listade i Catalogue of Life.